# Jaxartes zachvatkini
Jaxartes zachvatkini är en mångfotingart som beskrevs av Karl Wilhelm Verhoeff 1930. Jaxartes zachvatkini är ensam i släktet Jaxartes som ingår i familjen plattdubbelfotingar. Inga underarter finns listade i Catalogue of Life.